# Кларксон, Джордан
Джордан Тэйлор Кларксон (англ. Jordan Taylor Clarkson; родился 7 июня 1992 года в Тампе, штат Флорида, США) — американский профессиональный баскетболист филиппинского происхождения, выступающий за команду Национальной баскетбольной ассоциации «Нью-Йорк Никс». Играет на позиции разыгрывающего и атакующего защитника. Был выбран на драфте НБА 2014 года во втором раунде под общим 46-м номером командой «Вашингтон Уизардс».

## Ранние годы
Кларксон родился в Тампе, штат Флорида, в семье афроамериканца Майка Кларксона и американки филиппинского происхождения Аннет Туллао Дэвис. Мать Дэвис, Марселина Туллао Кингсолвер, была родом из Баколора, Пампанга, Филиппины. Оба его родителя служили в ВВС США и развелись, когда Кларксон был маленьким, причем отец Кларксона позже женился на Джени Кларксон. В возрасте шести лет он переехал в Сан-Антонио, штат Техас.
11 ноября 2009 года Кларксон подписал письмо о намерении играть в баскетбол в Университете Талсы.

## Профессиональная карьера

### Лос-Анджелес Лейкерс (2014—2018)
26 июня 2014 года Кларксон был выбран под 46-м номером на драфте НБА 2014 года командой «Вашингтон Уизардс». В этот же день он был продан в «Лос-Анджелес Лейкерс». В июле 2014 года Кларксон принимал участие в Летней лиге НБА 2014 года в составе «Лейкерс». 25 августа подписал контракт с клубом. В течение первой половины сезона он мало играл за «Лейкерс», в основном играл за клуб Д-Лиги «Лос-Анджелес Ди-Фендерс». Однако он провёл в своём первом сезоне 38 матчей в стартовом составе и имел статистику из 15,8 очков, 5 передач и 4,2 подбора за игру, когда выходил в стартовом составе. 24 марта 2015 года он показал свой лучший результат в сезоне, набрав 30 очков и сделав 7 результативных передач в проигранном матче против «Оклахома-Сити Тандер». По итогам сезона 2014—2015 он вошёл в 1-ю сборную новичков НБА. В последние 30 лет только 4 баскетболиста, выбранных во 2-м раунде драфта, попадали в 1-ю сборную новичков НБА.
30 ноября 2015 года Кларксон повторил свой рекорд, набрав 30 очков в матче против «Денвер Наггетс».

### Кливленд Кавальерс (2018—2019)
8 февраля 2018 года Кларксон был обменян вместе с Ларри Нэнсом в команду «Кливленд Кавальерс» на Айзея Томаса, Ченнинг Фрая и драфт-пик первого раунда 2018 года.

### Юта Джаз (2019—2025)
24 декабря 2019 года Кларксон был обменян в команду «Юта Джаз» на Данте Экзама и 2 будущих драфт-пика второго раунда. 21 ноября 2020 года Кларксон повторно подписал с «Джаз» четырехлетний контракт на 52 миллиона долларов.
15 февраля 2021 года Кларксон набрал максимальные в сезоне 40 очков в победе над «Филадельфией Севенти Сиксерс» со счетом 134:123. Он завершил сезон 2020/21, набирая максимальные в карьере 18,4 очка за игру и лидируя в НБА по количеству трехочковых бросков за игру для игрока скамейки. Он получил награду лучшего шестого игрока НБА, обойдя своего товарища по команде Джо Инглса, который занял второе место. Кларксон стал первым игроком «Юты», получившим эту награду.
28 октября 2021 года Кларксон и Джейлен Грин стали первыми двумя игроками филиппинского происхождения, сыгравшими в одной игре НБА во время празднования Ночи филиппинского наследия.
12 марта 2022 года Кларксон набрал максимальные в карьере 45 очков, реализовав 15 из 21 бросков с игры в матче против «Сакраменто Кингз» (134:125).
15 декабря 2022 года Кларксон привел «Джаз» к победе над «Нью-Орлеан Пеликанс» в овертайме со счетом 132-129, набрав 39 очков и сделав 8 подборов. 14 января 2023 года Кларксон набрал 38 очков и сделал 9 подборов во время поражения от «Филадельфии Севенти Сиксерс» со счетом 117-118.
7 июля 2023 года Кларксон подписал продление контракта с «Джаз».
1 января 2024 года Кларксон оформил свой первый в карьере трипл-дабл, набрав 20 очков, 10 подборов и 11 передач в победе над «Даллас Маверикс» (127:90), что стало первым трипл-даблом в регулярном сезоне для любого игрока «Юты Джаз» со времен Карлоса Бузера в 2008 году, и положило конец самой долгой засухе трипл-даблов в регулярном сезоне для любой команды НБА.
19 декабря 2024 года Кларксон был удален с площадки после перепалки с Полом Ридом, едва не начав стычку с Роном Холландом, и, будучи удаленным, бросил в толпу свою повязку. 21 декабря он был оштрафован на 35 000 долларов за ссору и брошенную повязку. В 37 матчах (9 — в старте) за «Джаз» в сезоне НБА 2024/25 Кларксон набирал в среднем 16,2 очка, 3,2 подбора и 3,7 передачи. 27 марта 2025 года Кларксон выбыл из строя до конца сезона после того, как прошел медицинскую процедуру по лечению плантарного фасциита левой стопы.
30 июня 2025 года Кларксон договорился с «Джаз» о выкупе контракта, что сделало его свободным агентом.

### Нью-Йорк Никс (2025—настоящее время)
7 июля Кларксон подписал однолетний контракт на сумму 3,6 миллиона долларов с «Нью-Йорк Никс».

## Карьера в национальной сборной
В 2011 года начались переговоры о том, чтобы Кларксон выступал за сборную Филиппин. Однако Кларксон не соответствовал требованиям ФИБА, чтобы считаться филиппинским гражданином, поскольку получил филиппинский паспорт после 16 лет. Однако он имеет право выступать в качестве «натурализованного» игрока.
Кларксон посетил Филиппины в августе 2015 года по приглашению Мэнни Пангилинана, занимавшего в то время пост президента национальной федерации баскетбола Филиппин (НФБФ), чтобы понаблюдать за тренировками сборной, а также выполнить свои обязательства в качестве эндорсера Smart Communications, председателем которой также был Пангилинан. В своем интервью исполнительный директор НФБФ Сонни Барриос подтвердил, что Кларксон имеет филиппинский паспорт с 12 лет и ему не нужно проходить процедуру натурализации, чтобы представлять Филиппины на международных соревнованиях. Кларксон не попал в окончательный состав из-за конфликта с командой «Лос-Анджелес Лейкерс». «Лейкерс» согласились отпустить Кларксона, но по условиям коллективного договора НБА выступление за сборную не должно мешать командным требованиям «Лейкерс», которые должны были явиться на турнир 28 сентября. Кларксон выразил разочарование тем, что не смог представить Филиппины на Чемпионате Азии ФИБА 2015 года. Изначально Кларксон был включен в список из 17 человек для участия в квалификационном турнире, однако из-за нехватки времени и сложного процесса получения права на участие в Олимпийских играх 2016 года в Рио-де-Жанейро команда выбрала в качестве натурализованного игрока Эндрэя Блатча.
В августе 2018 года НБА разрешила Кларксону выступить за сборную Филиппин на Азиатских играх 2018 года, которые проходили с 18 августа по 2 сентября 2018 года с разовым исключением, что позволило Кларксону впервые сыграть за Филиппины. Первый матч в составе сборной был против Китая, где Кларксон возглавил список бомбардиров, набрав 28 очков. Во второй игре в составе сборной Кларксон вновь возглавил команду, набрав 25 очков. Команда не попала в первую тройку. Кларксону удалось одержать первую победу в составе сборной в матче против Японии, в которой он набрал 22 очка, шесть подборов и девять передач. Филиппины завершили турнир победой, обыграв Сирию со счетом 109-55, где Кларксон набрал 29 очков, что принесло Филиппинам пятое место, лучшее за последние 16 лет.
В августе 2022 года НФБФ объявила о принятии Кларксона в качестве натурализованного игрока на четвертое окно азиатской квалификации Кубка мира 2023 года и последующие турниры ФИБА. 25 августа 2022 года Кларксон дебютировал в ФИБА, набрав 27 очков в проигрыше против Ливана в азиатской квалификации Кубка мира ФИБА.
На чемпионате мира по баскетболу 2023 года Джордан Кларксон стал первым игроком в истории чемпионатов мира, который набирал не менее 20 очков и делал не менее 5 передач в первых трех матчах турнира.

## Статистика

### Статистика в НБА
| Сезон                                                                                    | Команда  | Регулярный сезон | Регулярный сезон | Регулярный сезон | Регулярный сезон | Регулярный сезон | Регулярный сезон | Регулярный сезон | Регулярный сезон | Регулярный сезон | Регулярный сезон | Регулярный сезон | Серия плей-офф | Серия плей-офф | Серия плей-офф | Серия плей-офф | Серия плей-офф | Серия плей-офф | Серия плей-офф | Серия плей-офф | Серия плей-офф | Серия плей-офф | Серия плей-офф |
| Сезон                                                                                    | Команда  | GP               | GS               | MPG              | FG%              | 3P%              | FT%              | RPG              | APG              | SPG              | BPG              | PPG              | GP             | GS             | MPG            | FG%            | 3P%            | FT%            | RPG            | APG            | SPG            | BPG            | PPG            |
| ---------------------------------------------------------------------------------------- | -------- | ---------------- | ---------------- | ---------------- | ---------------- | ---------------- | ---------------- | ---------------- | ---------------- | ---------------- | ---------------- | ---------------- | -------------- | -------------- | -------------- | -------------- | -------------- | -------------- | -------------- | -------------- | -------------- | -------------- | -------------- |
| 2014/15                                                                                  | Лейкерс  | 59               | 38               | 25,0             | 44,8             | 31,4             | 82,9             | 3,2              | 3,5              | 0,9              | 0,2              | 11,9             | Не участвовал  | Не участвовал  | Не участвовал  | Не участвовал  | Не участвовал  | Не участвовал  | Не участвовал  | Не участвовал  | Не участвовал  | Не участвовал  | Не участвовал  |
| 2015/16                                                                                  | Лейкерс  | 79               | 79               | 32,3             | 43,3             | 34,7             | 80,4             | 4,0              | 2,4              | 1,1              | 0,1              | 15,5             | Не участвовал  | Не участвовал  | Не участвовал  | Не участвовал  | Не участвовал  | Не участвовал  | Не участвовал  | Не участвовал  | Не участвовал  | Не участвовал  | Не участвовал  |
| 2016/17                                                                                  | Лейкерс  | 82               | 19               | 29,2             | 44,5             | 32,9             | 79,8             | 3,0              | 2,6              | 1,1              | 0,1              | 14,7             | Не участвовал  | Не участвовал  | Не участвовал  | Не участвовал  | Не участвовал  | Не участвовал  | Не участвовал  | Не участвовал  | Не участвовал  | Не участвовал  | Не участвовал  |
| 2017/18                                                                                  | Лейкерс  | 53               | 2                | 23,7             | 44,8             | 32,4             | 79,5             | 3,0              | 3,3              | 0,7              | 0,1              | 14,5             | Не участвовал  | Не участвовал  | Не участвовал  | Не участвовал  | Не участвовал  | Не участвовал  | Не участвовал  | Не участвовал  | Не участвовал  | Не участвовал  | Не участвовал  |
| 2017/18                                                                                  | Кливленд | 28               | 0                | 22,6             | 45,6             | 40,7             | 81,0             | 2,1              | 1,7              | 0,7              | 0,1              | 12,6             | 19             | 0              | 15,1           | 30,1           | 23,9           | 83,3           | 1,7            | 0,7            | 0,4            | 0,2            | 4,7            |
| 2018/19                                                                                  | Кливленд | 81               | 0                | 27,3             | 44,8             | 32,4             | 84,4             | 3,3              | 2,4              | 0,7              | 0,2              | 16,8             | Не участвовал  | Не участвовал  | Не участвовал  | Не участвовал  | Не участвовал  | Не участвовал  | Не участвовал  | Не участвовал  | Не участвовал  | Не участвовал  | Не участвовал  |
| 2019/20                                                                                  | Кливленд | 29               | 0                | 23,0             | 44,2             | 37,1             | 88,4             | 2,4              | 2,4              | 0,6              | 0,3              | 14,6             | Не участвовал  | Не участвовал  | Не участвовал  | Не участвовал  | Не участвовал  | Не участвовал  | Не участвовал  | Не участвовал  | Не участвовал  | Не участвовал  | Не участвовал  |
| 2019/20                                                                                  | Юта      | 42               | 2                | 24,7             | 46,2             | 36,6             | 78,5             | 2,8              | 1,6              | 0,7              | 0,2              | 15,6             | 7              | 0              | 28,6           | 46,4           | 34,7           | 100,0          | 3,4            | 2,1            | 0,9            | 0,0            | 16,7           |
| 2020/21                                                                                  | Юта      | 68               | 1                | 26,7             | 42,5             | 34,7             | 89,6             | 4,0              | 2,5              | 0,9              | 0,1              | 18,4             | 11             | 0              | 27,1           | 40,6           | 35,1           | 96,2           | 3,1            | 1,5            | 0,6            | 0,3            | 17,5           |
| 2021/22                                                                                  | Юта      | 79               | 1                | 27,1             | 41,9             | 31,8             | 82,8             | 3,5              | 2,5              | 0,8              | 0,2              | 16,0             | 6              | 0              | 28,3           | 54,8           | 37,5           | 88,9           | 3,2            | 1,3            | 0,5            | 0,2            | 17,5           |
| 2022/23                                                                                  | Юта      | 61               | 61               | 32,6             | 44,4             | 33,8             | 81,6             | 4,0              | 4,4              | 0,5              | 0,2              | 20,8             | Не участвовал  | Не участвовал  | Не участвовал  | Не участвовал  | Не участвовал  | Не участвовал  | Не участвовал  | Не участвовал  | Не участвовал  | Не участвовал  | Не участвовал  |
| 2023/24                                                                                  | Юта      | 55               | 19               | 30,6             | 41,3             | 29,4             | 88,1             | 3,4              | 5,0              | 0,6              | 0,1              | 17,1             | Не участвовал  | Не участвовал  | Не участвовал  | Не участвовал  | Не участвовал  | Не участвовал  | Не участвовал  | Не участвовал  | Не участвовал  | Не участвовал  | Не участвовал  |
| 2024/25                                                                                  | Юта      | 37               | 9                | 26,0             | 40,8             | 36,2             | 79,7             | 3,2              | 3,7              | 0,8              | 0,2              | 16,2             | Не участвовал  | Не участвовал  | Не участвовал  | Не участвовал  | Не участвовал  | Не участвовал  | Не участвовал  | Не участвовал  | Не участвовал  | Не участвовал  | Не участвовал  |
|                                                                                          | Всего    | 753              | 231              | 27,7             | 43,6             | 33,6             | 82,9             | 3,4              | 2,9              | 0,8              | 0,2              | 16,0             | 43             | 0              | 22,2           | 41,3           | 32,9           | 93,3           | 2,5            | 1,2            | 0,6            | 0,2            | 11,7           |
| Наведите курсор мыши на аббревиатуры в заголовке таблицы, чтобы прочесть их расшифровку. |          |                  |                  |                  |                  |                  |                  |                  |                  |                  |                  |                  |                |                |                |                |                |                |                |                |                |                |                |

### Статистика в Джи-Лиге
| Сезон                                                                                    | Команда                 | Регулярный сезон | Регулярный сезон | Регулярный сезон | Регулярный сезон | Регулярный сезон | Регулярный сезон | Регулярный сезон | Регулярный сезон | Регулярный сезон | Регулярный сезон | Регулярный сезон | Серия плей-офф | Серия плей-офф | Серия плей-офф | Серия плей-офф | Серия плей-офф | Серия плей-офф | Серия плей-офф | Серия плей-офф | Серия плей-офф | Серия плей-офф | Серия плей-офф |
| Сезон                                                                                    | Команда                 | GP               | GS               | MPG              | FG%              | 3P%              | FT%              | RPG              | APG              | SPG              | BPG              | PPG              | GP             | GS             | MPG            | FG%            | 3P%            | FT%            | RPG            | APG            | SPG            | BPG            | PPG            |
| ---------------------------------------------------------------------------------------- | ----------------------- | ---------------- | ---------------- | ---------------- | ---------------- | ---------------- | ---------------- | ---------------- | ---------------- | ---------------- | ---------------- | ---------------- | -------------- | -------------- | -------------- | -------------- | -------------- | -------------- | -------------- | -------------- | -------------- | -------------- | -------------- |
| 2014/15                                                                                  | Лос-Анджелес Ди-Фендерс | 5                | 5                | 36,0             | 50,0             | 22,2             | 81,0             | 5,0              | 7,8              | 0,8              | 0,2              | 22,6             | Не участвовал  | Не участвовал  | Не участвовал  | Не участвовал  | Не участвовал  | Не участвовал  | Не участвовал  | Не участвовал  | Не участвовал  | Не участвовал  | Не участвовал  |
|                                                                                          | Всего                   | 5                | 5                | 36,0             | 50,0             | 22,2             | 81,0             | 5,0              | 7,8              | 0,8              | 0,2              | 22,6             | Не участвовал  | Не участвовал  | Не участвовал  | Не участвовал  | Не участвовал  | Не участвовал  | Не участвовал  | Не участвовал  | Не участвовал  | Не участвовал  | Не участвовал  |
| Наведите курсор мыши на аббревиатуры в заголовке таблицы, чтобы прочесть их расшифровку. |                         |                  |                  |                  |                  |                  |                  |                  |                  |                  |                  |                  |                |                |                |                |                |                |                |                |                |                |                |

### Статистика в NCAA
| Сезон | Команда | Conf    | Class   | GP | GS | MPG  | FG%  | 3P%  | FT%  | RPG | APG | SPG | BPG | PPG  |
| --- | ------- | ------- | ------- | -- | -- | ---- | ---- | ---- | ---- | --- | --- | --- | --- | ---- |
| 2010/11 | Талса   | CUSA    | FR      | 27 | 9  | 24,9 | 43,3 | 30,3 | 79,3 | 2,1 | 1,9 | 0,7 | 0,1 | 11,5 |
| 2011/12 | Талса   | CUSA    | SO      | 31 | 31 | 33,9 | 43,5 | 37,4 | 78,4 | 3,9 | 2,5 | 0,9 | 0,5 | 16,5 |
| 2013/14 | Миссури | SEC     | JR      | 35 | 35 | 35,1 | 44,8 | 28,1 | 83,1 | 3,8 | 3,4 | 1,1 | 0,2 | 17,5 |
| Всего | Всего   | Всего   | Всего   | 93 | 75 | 31,7 | 44,0 | 32,2 | 80,5 | 3,3 | 2,7 | 0,9 | 0,3 | 15,4 |
| Талса | Талса   | Талса   | Талса   | 58 | 40 | 29,7 | 43,4 | 34,8 | 78,8 | 3,0 | 2,3 | 0,8 | 0,3 | 14,2 |
| Миссури | Миссури | Миссури | Миссури | 35 | 35 | 35,1 | 44,8 | 28,1 | 83,1 | 3,8 | 3,4 | 1,1 | 0,2 | 17,5 |
| Наведите курсор мыши на аббревиатуры в заголовке таблицы, чтобы прочесть их расшифровку Статистика приведена с сайта sports-reference.com |         |         |         |    |    |      |      |      |      |     |     |     |     |      |